# Мальцев, Николай Петрович
Николай Петрович Мальцев (24 апреля (6 мая) 1863, Оренбургская губерния — 1920/1921, Москва) — генерал-майор, войсковой атаман Оренбургского казачьего войска, начальник гарнизона Оренбурга.

## Биография
Родился 24 апреля (6 мая) 1863 года в станице Верхнеуральской второго военного отдела Оренбургского казачьего войска в семье есаула Петра Мальцева, имевшего три дома на улице Благовещенской (в настоящее время — улица Советская). Кроме того у Мальцева-старшего был хутор, возникший в 1901 году на правом берегу реки Урал, в семи километрах севернее Верхнеуральска. В семье Петра Мальцева было шестеро детей: четыре дочери и два сына.
Окончил Оренбургскую Неплюевскую военную гимназию, после чего поступил во Второе военное Константиновское училище, из которого выпустился хорунжим в 1883 году. 1 (13) сентября 1881 года вступил в службу в Русскую императорскую армию. После выпуска начал служить в Оренбургской казачьей артиллерии (в 6-й казачьей батарее); стал сотником со старшинством с декабря 1885 года.
С начала июня 1889 года исполнял дела помощника старшего адъютанта окружного артиллерийского управления Казанского военного округа — был утвержден в должности в январе 1890. С конца апреля 1892 по 1906 год являлся помощником старшего адъютанта штаба Казанского округа. Стал подъесаулом со старшинством с конца августа 1893 года. Также преподавал в Казанском пехотном юнкерском училище в период с 1893 по 1908 год; получил звание есаула со старшинством с декабря 1895 года.
Дослужился до войскового старшины в 1903 году с формулировкой «за отличие», затем он был назначен полковником (1906, также за отличие). В 1906 году получил пост старшего адъютанта штаба Казанского округа — был в этой должности до ноября 1910. В этот период был прикомандирован к 4-му Донскому казачьему полку для цензового командования казачьей сотней в течение одного года (1907—1908). Затем стал атаманом первого военного отдела Оренбургского войска и продолжал им являться до середины апреля 1917 года: получил звание «почетный казак» целого ряда станиц и генеральский чин (1912, за отличие).
После Февральской революции именно Мальцев стал временным начальником гарнизона Оренбурга — был избран общим собранием офицеров, а затем и назначен на эту должность Военным министром в середине марта 1917 года. Являлся заместителем наказного атамана Оренбургского казачьего войска (ввиду освобождения последнего от должности министром). 27 апреля (10 мая) 1917 года он был избран войсковым кругом на должность войскового атамана всего Оренбургского казачества и председателя войсковой управы. В период похода генерала Корнилова на Петроград открыто поддержал Временное правительство.
В августе 1917 года представлял оренбургских казаков на Московском государственном совещании. Уже в период Гражданской войны, в войсках атамана А. И. Дутова, он был назначен начальником Оренбургской местной бригады (ноябрь 1918). С декабря вновь стал начальником гарнизона города Оренбург, а с февраля 1919 года — занял аналогичный пост в Троицке. В том же 1919 году был начальником Оренбургской местной бригады войск адмирала А. В. Колчака.
В 1920 году, после поражения Южной армии под Орском и Актюбинском, эвакуировался с семьей в Баку: после занятия города частями Красной Армии добровольно явился на регистрацию офицеров, где был арестован. По одной версии он умер в 1921 (или 1920) году в камере московской тюрьмы от заражения крови, по другой — был расстрелян большевиками.

## Награды
- Орден Святого Станислава 3 степени (1889)
- Орден Святого Владимира 3 степени (1915)
- Орден Святой Анны 3 степени (1905, по другим данным — 1904)
- Орден Святой Анны 2 степени (1912)
- Орден Святого Станислава 2 степени (1909)
- Орден Святого Станислава 1 степени (1916/1917[4])
- Серебряная медаль «В память царствования императора Александра III» (1896)
- Медаль Красного Креста «В память русско-японской войны»[3]

## Семья
На 2012 год были известны имена двух сестёр Николая Мальцева: Анна Петровна Мальцева — владелица Николаесвятительского золотого прииска, открытого в 1894 году на землях Оренбургского войска, и Ольга Петровна Мальцева (ум. 1910) — жена генерал-лейтенанта И. Г. Исаева, начальника инженерного управления Иркутского военного округа.
Н. Мальцев был женат на Елене Никандровне Воронцовской — дочери священника, настоятеля верхнеуральской Благовещенской церкви Никандра Степановича Воронцовского (род. 1843). Отец Елены Никандровны позже стал старшим нотариусом Оренбургского окружного суда. В семье Мальцевых было три сына: Владимир (1891—1947), Георгий (1894—1958) и Валентин (1895—1950).

## Память
28 февраля 2013, в связи со 150-летием со рождения Николая Мальцева, в Верхнеуральске была создана рабочая группа по организации мероприятий, посвященных этому юбилею.